# Coal City (Virginia Occidental)
Coal City es un lugar designado por el censo ubicado en el condado de Raleigh en el estado estadounidense de Virginia Occidental. En el Censo de 2010 tenía una población de 1815 habitantes y una densidad poblacional de 110,99 personas por km².

## Geografía
Coal City se encuentra ubicado en las coordenadas 37°40′36″N 81°12′51″O / 37.67667, -81.21417. Según la Oficina del Censo de los Estados Unidos, Coal City tiene una superficie total de 16.35 km², de la cual 16.33 km² corresponden a tierra firme y (0.11%) 0.02 km² es agua.

## Demografía
Según el censo de 2010, había 1815 personas residiendo en Coal City. La densidad de población era de 110,99 hab./km². De los 1815 habitantes, Coal City estaba compuesto por el 96.86% blancos, el 0.11% eran afroamericanos, el 0% eran amerindios, el 0.06% eran asiáticos, el 0% eran isleños del Pacífico, el 0% eran de otras razas y el 2.98% pertenecían a dos o más razas. Del total de la población el 0.44% eran hispanos o latinos de cualquier raza.